# جوانا شیمکوس
جوانا شیمکوس (انگلیسی: Joanna Shimkus؛ زادهٔ ۳۰ اکتبر ۱۹۴۳) یک هنرپیشه اهل کانادا است. از فیلم‌های او می‌توان به ماجراجویان اشاره نمود.